# Eburia ulkei
Eburia ulkei es una especie de escarabajo longicornio del género Eburia, tribu Eburiini, familia Cerambycidae. Fue descrita científicamente por Bland en 1862.
Se distribuye por México y Estados Unidos.

## Descripción
La especie mide 14,5-34,3 milímetros de longitud. El período de vuelo ocurre en los meses de junio, julio, agosto, septiembre y octubre.